# Reynoldsville, Pennsylvania
Reynoldsville là một thị trấn thuộc quận Jefferson, tiểu bang Pennsylvania, Hoa Kỳ. Năm 2010, dân số của thị trấn này là 2759 người.